# هانوور (ویسکانسین)
هانوور (به انگلیسی: Hanover) یک منطقهٔ مسکونی در ایالات متحده آمریکا است که در شهرستان راک، ویسکانسین واقع شده‌است. هانوور ۱۸۱ نفر جمعیت دارد و ۲۴۲٫۰۱ متر بالاتر از سطح دریا واقع شده‌است.